# Каганат
Кагана́т (хаканат, хаганат) або каганство (хаканство, хаганство) — тип ранньосередньовічної монархії, історичного суспільно-політичного і військового утворення, поширений на рівнинах Євразії від Алтайських гір до Карпат правителем якого був каган (хакан, хаган). Назва походить від тюркського хакан (хаган, каган) — «великий хан» («великий кан»). Хакан, це титул на зразок царя, до певної міри аналог імператорського, і має означати правителя могутнішого за простого хана. Відповідно каганат, це не просто кочове політичне утворення, це конгломерат псевдодержавних утворень (ханств), яке претендує на гегемонію у своєму регіоні, кочова імперія.

## Тюркські каганати
- Тюркський каганат
- Західний тюркський каганат
- Євразійський аварський каганат
- Уйгурський каганат
- Караханідський каганат
- Хозарський каганат

## Монгольські каганати
Перед тим, як Чингіз-хан помер, він розділив свою імперію на чотири секції для кожного з його синів та онуків, що суттєво ознаменувало кінець єдиної імперії і появу чотирьох окремих ханств, якими були:
- Ханство кипчаків (Золота Орда)
- Ханства Чагатай
- Ханства Персії (Ільханат)
- Ханства Великого Хана

## Постмонгольські ханства
- Казанське ханство
- Сибірське ханство (отримало назву Сибір в перші значні завоювання в роки Великої східної експансії Росії через Уральський хребет)
- Астраханське ханство
- Кримське ханство

Приклади інших династій:
- Касимовське ханство (звідси сучасний Касимов, названий на честь його засновника), кочове політичне утворення, засноване в 1801 році між річками Волга і Яїк (Урал).
- Калмицьке ханство
- Ногайське ханство
- ханство Тува недалеко Зовнішньої Монголії.
- Ханство Баку в сучасному Азербайджані.
- Беш тау ель

- Ойратське ханство («чотири конфедерати») Ханство сформоване в 1626 році, охоплює регіони Китаю (Синьцзян), Киргизстану, Східний Казахстан і західної Монголії.
- Ханство Кашгарії